# Grunay
Ne doit pas être confondu avec Gruney ou Sound Gruney.
Grunay est une île inhabitée du petit archipel des Skerries extérieures qui est situé à l'est des Shetland, en Écosse. 
L'île, qui était le site de la maison des gardiens du phare de Bound Skerry, se trouve à proximité de l'île de Bound Skerry. Cette maison a été abandonnée à la suite de l'automatisation de la lumière en 1972. 
Un bombardier Blenheim IV du 404e Escadron de l'Aviation royale canadienne s'est écrasé sur le côté sud de l'île le matin du 21 février 1942, peut-être endommagé par le feu ennemi au large des côtes norvégiennes. Une plaque a été placée sur l'île en 1990 pour commémorer l'équipage par le neveu d'un des trois hommes qui y sont morts.  